# Saint-Cergues
Saint-Cergues é uma comuna francesa na região administrativa de Auvérnia-Ródano-Alpes, no departamento da Alta Saboia. Estende-se por uma área de 12.55 km². Em 2010 a comuna tinha 3 697 habitantes (densidade: 294,6 hab./km²).